# Spoorlijn 202A
Spoorlijn 202A is een Belgische industrielijn in de haven van Oostende. De lijn loopt vanaf Oostende-Zeehaven tot het industrieterrein Plassendale. De spoorlijn is 1,9 km lang.
De spoorbundel op het industrieterrein moest onder andere dienen voor de overslag van containers die per schip toekwamen in de haven alsook voor de bediening van enkele plaatselijke bedrijven, maar onder andere door de economische crisis van 2008 is de lijn nooit een groot succes geworden.

## Aansluitingen
In de volgende plaats is er een aansluiting op de volgende spoorlijnen:
Oostende-Zeehaven
Spoorlijn 50A tussen Brussel-Zuid en Oostende
Spoorlijn 50F tussen Oostende-Zeehaven en Oostende